# Österreichische Fußball-Frauenmeisterschaft 1987/88
Die österreichische Fußball-Frauenmeisterschaft 1987/88 war die 16. Meisterschaft im österreichischen Frauenfußball nach der 35-jährigen Pause zwischen 1938 und 1972. Sie bestand aus der 19. Auflage einer höchsten Spielklasse (Frauen-Bundesliga) und wurde vom Österreichischen Fußballbund veranstaltet. Die achte Auflage einer zweithöchsten Spielklasse (Damenliga Ost) wurde jedoch vom Wiener Fußball-Verband veranstaltet.

## Erste Leistungsstufe – Frauen-Bundesliga

### Modus
Jeder spielte gegen jeden zweimal in insgesamt 18 Runden. Ein Sieg wurde mit zwei Punkten belohnt, ein Unentschieden mit einem Zähler.

### Saisonverlauf
Die Liga setzte sich gegenüber dem Vorjahr, in dem acht Vereinen teilnahmen, aus zehn Teams zusammen, wobei der DFC Heidenreichstein sowie der DFC St. Peter am Ottersbach heuer neu in der Bundesliga waren. Meister wurde die USC Landhaus, die damit ihren siebten Titel gewann.

### Abschlusstabelle
Die Meisterschaft endete mit folgendem Ergebnis:
| Pl.                            | Verein                          | Sp. | S  | U | N  | Tore    | Diff. | Punkte |
| ------------------------------ | ------------------------------- | --- | -- | - | -- | ------- | ----- | ------ |
| 1.                             | USC Landhaus (C)                | 18  | 15 | 1 | 2  | 077:150 | +62   | 31     |
| 2.                             | Union Kleinmünchen              | 18  | 13 | 3 | 2  | 076:210 | +55   | 29     |
| 3.                             | SC Brunn am Gebirge B1          | 18  | 13 | 1 | 4  | 065:210 | +44   | 27     |
| 4.                             | 1. DFC Leoben (M)               | 18  | 11 | 3 | 4  | 062:240 | +38   | 25     |
| 5.                             | ESV Stadlau/Kaisermühlen        | 18  | 10 | 2 | 6  | 045:270 | +18   | 22     |
| 6.                             | DFC Ostbahn XI                  | 18  | 8  | 5 | 5  | 064:330 | +31   | 21     |
| 7.                             | DFC Heidenreichstein (N)        | 17  | 5  | 1 | 11 | 031:540 | −23   | 11     |
| 8.                             | LUV Graz                        | 18  | 3  | 0 | 15 | 036:720 | −36   | 06     |
| 9.                             | DFC St. Peter am Ottersbach (N) | 18  | 2  | 2 | 14 | 016:690 | −53   | 06     |
| 10.                            | KSV Wiener Berufsschulen        | 18  | 0  | 2 | 16 | 008:144 | −136  | 02     |
| Stand: Endstand. Quelle: NOeFV |                                 |     |    |   |    |         |       |        |

| (M) | Österreichischer Fußball-Frauenmeister 1986/87 |
| (C) | ÖFB-Ladies-Cup-Sieger 1986/87                  |
| (N) | Neuaufsteiger der Saison 1986/87               |

Aufsteiger
- Frauenliga Ost (2.LSt.): ASV Vösendorf

## Zweite Leistungsstufe – Frauenliga Ost

### Modus
Jeder spielte gegen jeden zweimal in insgesamt 16 Runden. Ein Sieg wurde mit zwei Punkten belohnt, ein Unentschieden mit einem Zähler.

### Saisonverlauf
Die Liga setzte sich gegenüber dem im Vorjahr, in dem sechs Vereine teilnahmen, aus neun Klubs zusammen. Neu dabei waren der SC Neunkirchen, der SC Krems, der SV Wienerfeld und der ESV Parndorf. Meister wurde diese Saison der ASV Vösendorf, der somit berechtigt ist nächste Saison in der höchsten Spielklasse zu spielen.

### Abschlusstabelle
Die Meisterschaft endete mit folgendem Ergebnis:
| Pl.                            | Verein             | Sp. | S  | U | N  | Tore    | Diff. | Punkte |
| ------------------------------ | ------------------ | --- | -- | - | -- | ------- | ----- | ------ |
| 1.                             | ASV Vösendorf      | 16  | 13 | 2 | 1  | 059:600 | +53   | 28     |
| 2.                             | USC Landhaus II    | 16  | 11 | 2 | 3  | 050:150 | +35   | 24     |
| 3.                             | SC Neunkirchen (N) | 16  | 11 | 0 | 5  | 058:140 | +44   | 22     |
| 4.                             | DFC Obersdorf      | 16  | 10 | 1 | 5  | 048:230 | +25   | 21     |
| 5.                             | SC Krems (N)       | 16  | 7  | 1 | 8  | 026:360 | −10   | 15     |
| 6.                             | DFC Ostbahn XI II  | 16  | 5  | 1 | 10 | 021:460 | −25   | 11     |
| 7.                             | SV Wienerfeld (N)  | 16  | 5  | 0 | 11 | 022:640 | −42   | 10     |
| 8.                             | ESV Parndorf (N)   | 16  | 3  | 3 | 10 | 018:520 | −34   | 09     |
| 9.                             | SC Stetteldorf     | 16  | 2  | 0 | 14 | 015:610 | −46   | 04     |
| Stand: Endstand. Quelle: NOeFV |                    |     |    |   |    |         |       |        |

| (A) | Absteiger der Saison 1986/87     |
| (N) | Neueinsteiger der Saison 1986/87 |

Aufsteiger
- Burgenland: keiner
- Niederösterreich: SC Großrußbach, DFC Laimbach
- Wien: keiner